# مری وایت آوینگتن
مری وایت آوینگتن (انگلیسی: Mary White Ovington؛ ۱۱ آوریل ۱۸۶۵ – ۱۵ ژوئیه ۱۹۵۱) یک فعالِ حقوق زنان، روزنامه‌نگار اهل ایالات متحده آمریکا بود.
وی یکی از بنیانگذاران انجمن ملی پیشرفت رنگین‌پوستان است.